# 中国共产党浙江省纪律检查委员会
中国共产党浙江省纪律检查委员会和浙江省监察委员会合署办公，履行中共的纪律检查和政府行政监察两种职能，对浙江省委、省人民政府负责。

## 内设机构
省纪委机关（省监察委员会）设16职能厅室：办公厅（与监察综合室合署办公）、研究室、法规室、宣传教育室、干部室、执法监察室、党风廉政建设室、纠正部门和行业不正之风室（省人民政府纠正部门和行业不正之风办公室）、信访室（省人民政府监察举报中心）、纪检监察一室、纪检监察二室、纪检监察三室、纪检监察四室、案件审理室、效能监察室、申诉复查室。

## 历届组成人员
第十四届省纪委
- 任期：2017年6月－2022年6月
- 书记：刘建超（－2018年5月）、任振鹤（2018年5月－2019年7月）、许罗德（2019年9月－）
- 副书记：王海超、罗悦明、暨军民、胡志权
- 常务委员会委员：刘建超（－2018年5月）、王海超、罗悦明、暨军民、胡志权、杜康、徐鸣华、傅祖民、叶怀贯、孙良根、鲍秀英、任振鹤（2018年5月－2019年7月）、许罗德（2019年9月－）

第十五届省纪委
- 任期：2022年6月－
- 书记：许罗德（－2022年10月）、傅明先（2022年10月－）
- 副书记：陈擎苍、温暖、傅祖民、陈澄